# 天工國際
天工國際有限公司（港交所：0826），成立於1984年（當時以丹陽縣後巷電視天線廠成立的），1997年改組成「天工國際有限公司」，並在2007年於香港交易所主板上市，主要從事產銷高速鋼、高速鋼切削工具及模具鋼的業務。
工廠位於江蘇省丹陽市，董事長為朱小坤。
天工國際曾計劃發行台灣存託憑證，但因Pine Bridge出售用作發行台灣存託憑證的股份，令有關申請被退回。

## 相關資料
- 天工國際有限公司 招股資料
- 天工国际走上生态发展之路[永久]

http://forum.china.com.cn/thread-808240-1-1.html%5B%5D 江苏天工集团改制遗留不稳定因素 朱小坤将农民集体资产划入私囊
1. ↑  天工<00826.HK>發行TDR申請未能繼續[永久] 阿思達克財經新聞，2011年1月14日